# Charu Majumdar
Pour les articles homonymes, voir Majumdar.
Charu Majumdar (bengali : চারু মজুমদার ; également retranscrit Mazumdar, voire Mazundar), né le 15 mai 1918 à Siliguri et mort le 28 juillet 1972 à Calcutta, était un révolutionnaire communiste indien, et l'un des premiers dirigeants de la rébellion naxalite.

## Biographie
Né au sein d'une famille de propriétaires terriens progressistes, Majumdar abandonne sa scolarité durant l'entre-deux-guerres pour s'impliquer au sein du mouvement indépendantiste indien. Il adhère d'abord au Parti du Congrès, mais rejoint ensuite le Parti communiste d'Inde et tente de mobiliser les paysans. Contraint à la clandestinité durant la Seconde Guerre mondiale du fait de l'interdiction du Parti communiste, il continue ses activités dans les milieux paysans du nord du Bengale. 
Lors de la scission du Parti communiste d'Inde consécutive à la rupture sino-soviétique, Charu Majumdar rejoint la faction pro-chinoise, le Parti communiste d'Inde (marxiste), au sein duquel il organise une faction d'extrême gauche. En 1967, un soulèvement éclate au village de Naxalbari (Bengale-Occidental) sous la direction de la faction de Majumdar. Les partisans de ce dernier reçoivent dès lors le surnom de naxalites. La même année, Majumdar est exclu du Parti communiste d'Inde (marxiste) pour sa ligne « aventuriste » ; il fonde le  All India Coordination Committee of Communist Revolutionaries, qui donne naissance, en 1969, au Parti communiste d'Inde (marxiste–léniniste), dont il est le secrétaire général, et qui vise à coordonner l'insurrection maoïste en Inde. 
Le 16 juillet 1972, la cachette de Charu Majumdar est découverte par la police. Le dirigeant naxalite est arrêté ; malade du cœur, il meurt le 28 juillet dans sa cellule, apparemment d'un arrêt cardiaque. Après sa mort, le mouvement naxalite éclate en de multiples groupes ; la rébellion maoïste continue à ce jour en Inde.

## Publications
- Huit Documents historiques  (trad. J. Adarshini), Paris, Éditions en langue étrangère, coll. « Classiques en couleurs », 2021, 91 p. (ISBN 978-2-491182-60-1, lire en ligne)